# Gustaf Hellström
Pour les articles homonymes, voir Hellström.
Gustaf Hellström est un écrivain et journaliste suédois né le 28 août 1882 à Kristianstad et mort le 27 février 1953 à Stockholm.

## Biographie
Originaire de Kristianstad, Erik Gustaf Hellström fait ses études à Lund, où il fréquente le cercle socialiste de Bengt Lidforss (sv). Il travaille comme correspondant du journal Dagens Nyheter à Londres de 1907 à 1910, puis à Paris (1911-1918), New York (1918-1920) et de nouveau Londres (1927-1935). Durant cette dernière période, il couvre également l'actualité dans d'autres pays : il se rend notamment à Berlin peu après la prise de pouvoir d'Adolf Hitler, en 1933, et réalise un voyage en Union soviétique qu'il retrace dans Vägen till paradiset (1937).
Hellström publie son premier recueil de nouvelles, Ungkarlar, en 1904. Son roman le plus célèbre est Snörmakare Lekholm får en idé (1927). Il est également l'auteur d'une série de romans semi-autobiographiques qui retracent la vie de « Stellan Petreus » à partir de son enfance à Kristianstad (Dagdrömmar, 1921) et tout au long de sa carrière de journaliste. Le septième et dernier roman de Stellan Petreus, I morgon är en skälm, paraît en 1952, un an avant la mort de l'écrivain. Hellström appartient au courant réaliste du roman suédois (il fait partie des « tiotalsförfattare (sv) » des années 1910), mais ses longs séjours à l'étranger et sa formation de journaliste lui donnent un regard différent sur les réalités sociales qu'il décrit.
Lauréat du grand prix des Neuf en 1937, Hellström entre à l'Académie suédoise en 1942 et reçoit un doctorat honoris causa de l'université d'Uppsala en 1945.

## Œuvres

### Romans et nouvelles
- 1904 : Ungkarlar
- 1905 : När mannen vaknar
- 1907 : Kaos
- 1909 : Snödroppen
- 1910 : Kuskar
- 1914 : Kring en kvinna
- 1917 : Bengt Blancks sentimentala resa
- 1920 : Ett rekommendationsbrev
- 1921 : Dagdrömmar (Stellan Petreus)
- 1923 : En mycket ung man (Stellan Petreus)
- 1924 : Olsson går i land
- 1925 : Sex veckor i Arkadien (Stellan Petreus)
- 1926 : Mannen vid ratten
- 1927 : Snörmakare Lekholm får en idé
- 1931 : Polismästaren och riddaren Carl Heribert Malmros, född 22 febr. 1877, död 15 nov. 1930. Sörjd och saknad. Barnen
- 1935 : Storm över Tjurö
- 1938 : Det var en tjusande idyll (Stellan Petreus)
- 1942 : Kärlek och politik (Stellan Petreus)
- 1944 : Den gången (Stellan Petreus)
- 1952 : I morgon är en skälm (Stellan Petreus)

### Théâtre
- 1947 : Han träffas inte här
- 1949 : Hans portfölj
- 1950 : Ung man gör visit

### Non-fiction
- 1914 : Vår tids ungdom
- 1916 : Joffre. Människan och härföraren
- 1916 : Kulturfaktorn. Franska stämningar under världskriget
- 1919 : Förenta staterna och världsfreden
- 1933 : Det tredje riket. Från Hitlerkupp till tysk folkenighet
- 1933 : Från redingot till kavajkostym. Engelska studier
- 1937 : Vägen till paradiset
- 1942 : Gunnar Mascoll Silfverstolpe. Inträdestal i Svenska Akademien
- 1948 : Adolf Hedin. Minnesteckning
- 1953 : Personligt: minnesbilder och meningar